# Homogeneous Charge Combustion Ignition
Homogeneous Charge Combustion Ignition är en typ av förbränningsmotor.